# Spilosoma fasciata
Spilosoma fasciata là một loài bướm đêm thuộc phân họ Arctiinae, họ Erebidae.